# Guido de Siena

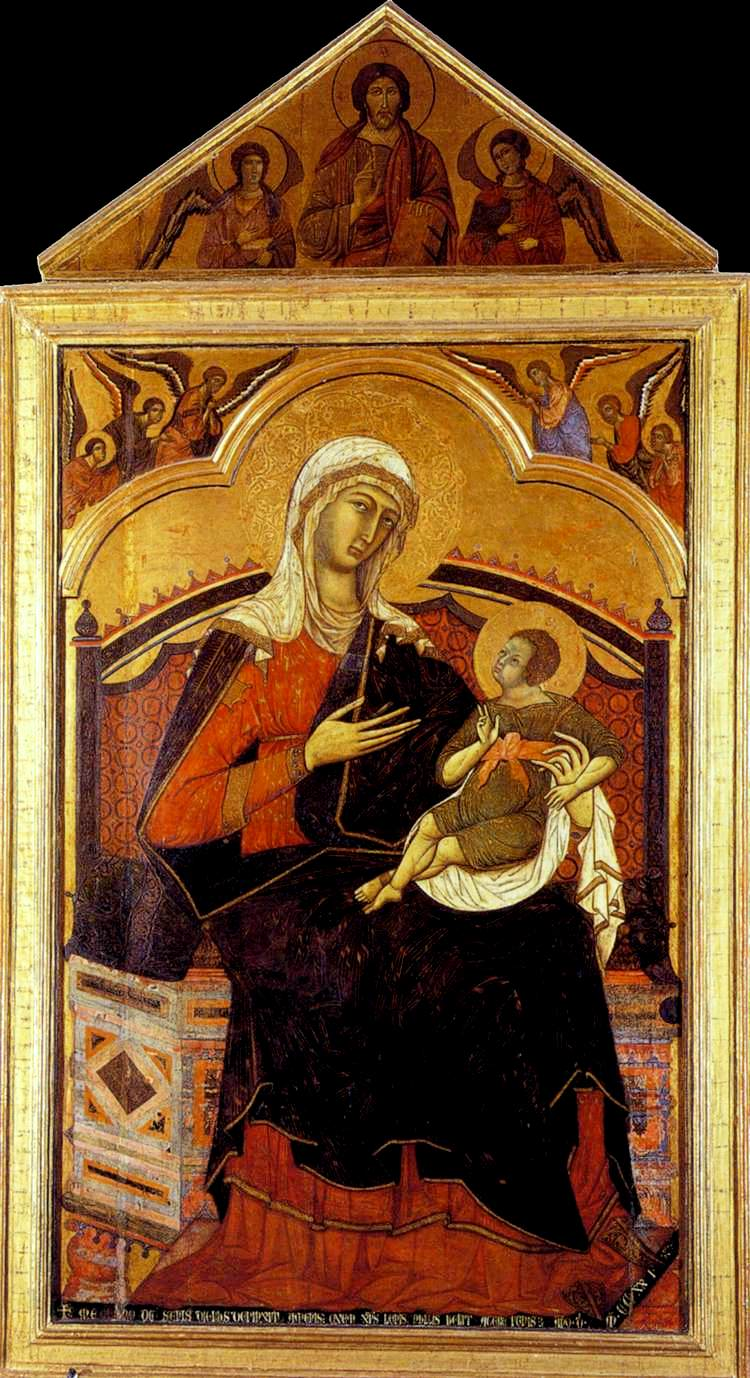
Virgen y el Niño, Palacio Pubblico, Siena

Guido de Siena (fl. ?1262-1280?) fue un pintor italiano de estilo italo-bizantino activo en Siena en el último tercio del siglo XIII. Pudo haber logrado importantes avances en las técnicas de la pintura, que más tarde Cimabue desarrollaría, aunque existe cierto debate sobre esto. No obstante, la crítica reciente ha señalado que fue el propio Guido quien se mostró permeable ante las novedades cimabuescas, tal y como señalan Luciano Bellosi y James H. Stubblebine.
Como es común en los pintores del siglo XII-XIII, no se sabe nada sobre la vida del artista. 
Guido de Siena ha sido tradicionalmente considerado, si no un padre fundador de toda la escuela de pintura de Siena, por lo menos uno de los dos padres, el segundo sería Coppo di Marcovaldo, aunque éste sea un florentino activo en Siena tras ser capturado tras la batalla de Montaperti de 1260.
Es conocido principalmente por una tabla con la Virgen y el Niño conservada en el Palacio Pubblico de Siena, que contiene una inscripción en latín con el nombre del pintor y la fecha:
me guido de senis diebus depinxit amenis: quem xr[istu]s lenis nullis velit a[n]gere penis a[n]no.d[ominis].m[illesimo].ccxxi
El convento benedictino de la misma ciudad tiene un triangular que representa el pináculo de la bendición del Salvador, con dos ángeles. Estas fueron, en algún momento, partes de la misma composición, originalmente un tríptico (los expertos sugieren que, en ambos lados de la Virgen María se colocaron las imágenes de santos).

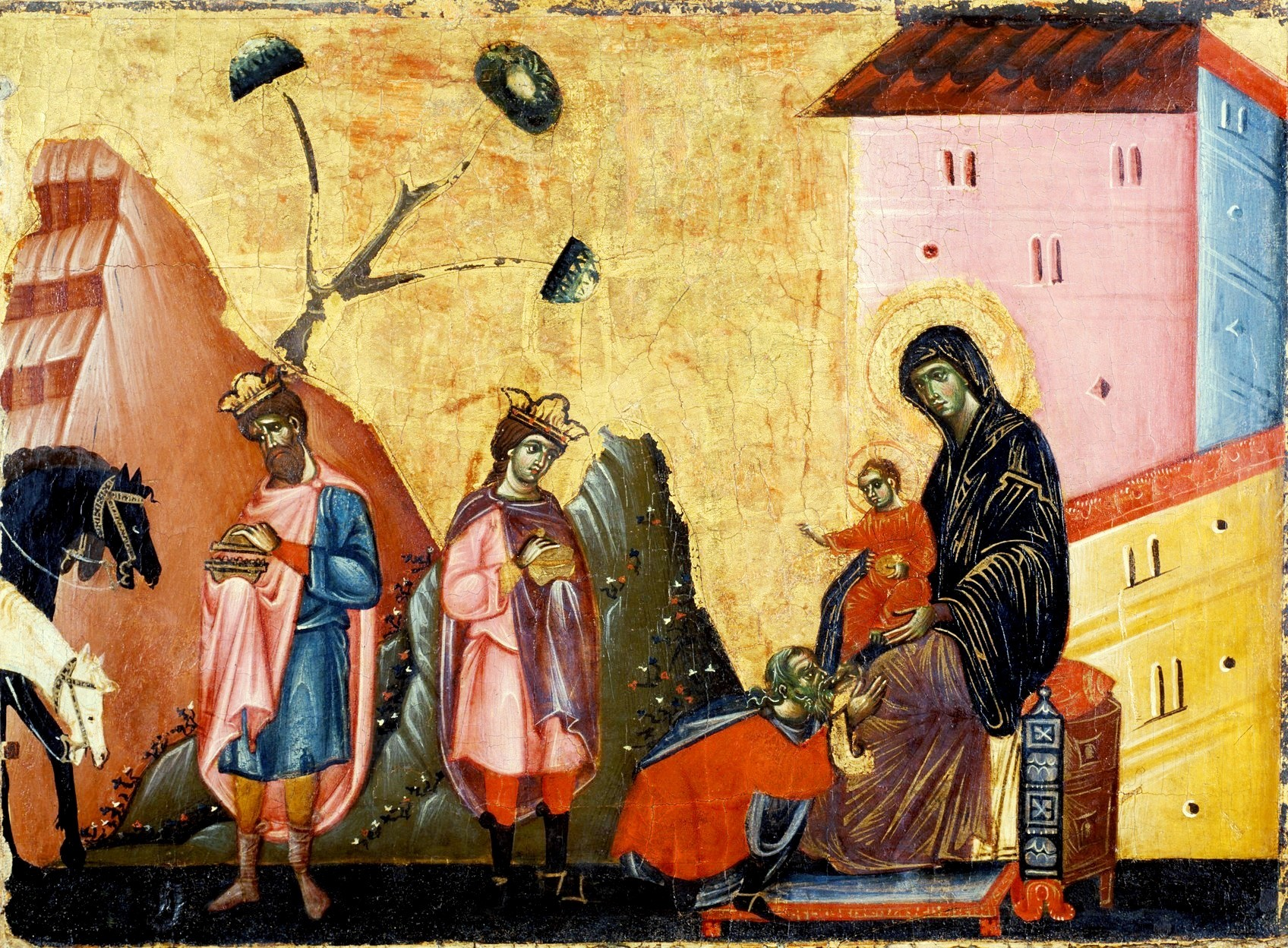
La adoración de los Magos Museo Lindenau, Altenburg

No hay nada especial para distinguir este cuadro de otros trabajos del mismo período, salvo que las cabezas de la Virgen y el Niño son muy superiores (en el carácter de una dignidad natural y grácil) a nada pintado antes de Cimabue. Como resultado de ello, existe cierta controversia acerca de si estas cabezas son realmente el trabajo de un hombre que pintó en 1221, mucho antes de Cimabue. Sir Joseph Archer Crowe y Giovanni Battista Cavalcaselle  propusieron que las cabezas fueron pinadas en el siglo XIV, tal vez por Ugolino di Nerio entre 1280 y 1349. Si Crowe y Cavalcaselle tienen razón, Cimabue mantiene la pretensión de ser el que ideó el adelanto de la técnica.
También se le atribuyen otras dos pinturas, una imagen en la Academia de Siena (Virgen y Niño, con dos ángeles), datada (probablemente) entre 1250 y 1300; la otra está en la iglesia de San Bernardino, en la misma ciudad, y se trata de una Virgen de 1262.
Milanesi ha propuesto que se trata de Guido Graziani, aunque no hay registro de Graziani anterior a 1278, cuando se lo menciona como el pintor de un estandarte. Guido da Siena parece que siempre pintó sobre paneles, no frescos sobre la pared. Es posible que fuera un alumno de Pietrolino, el Maestro de Deustesalvet, Mino da Turrita y Berlinghieri di Lucca.

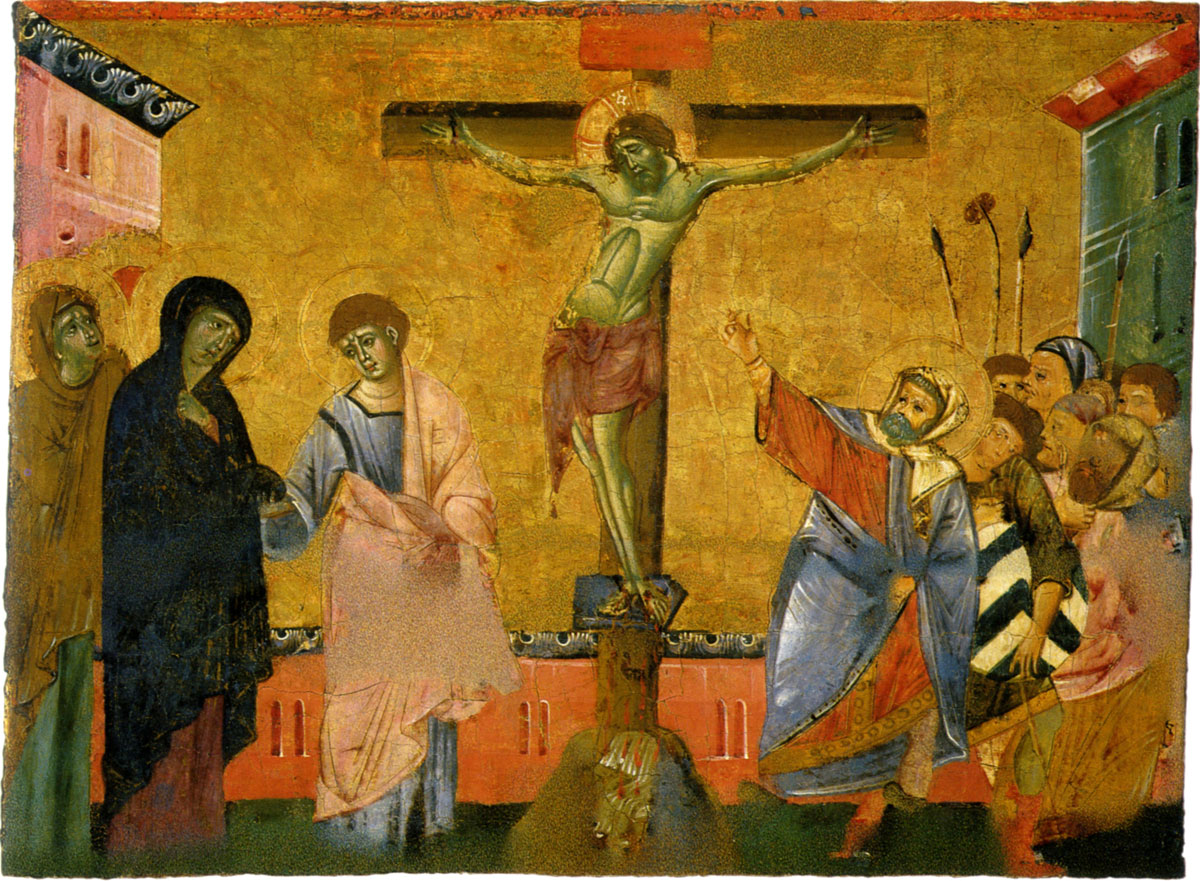
Crucifixión Pinacoteca Nacional, Siena.

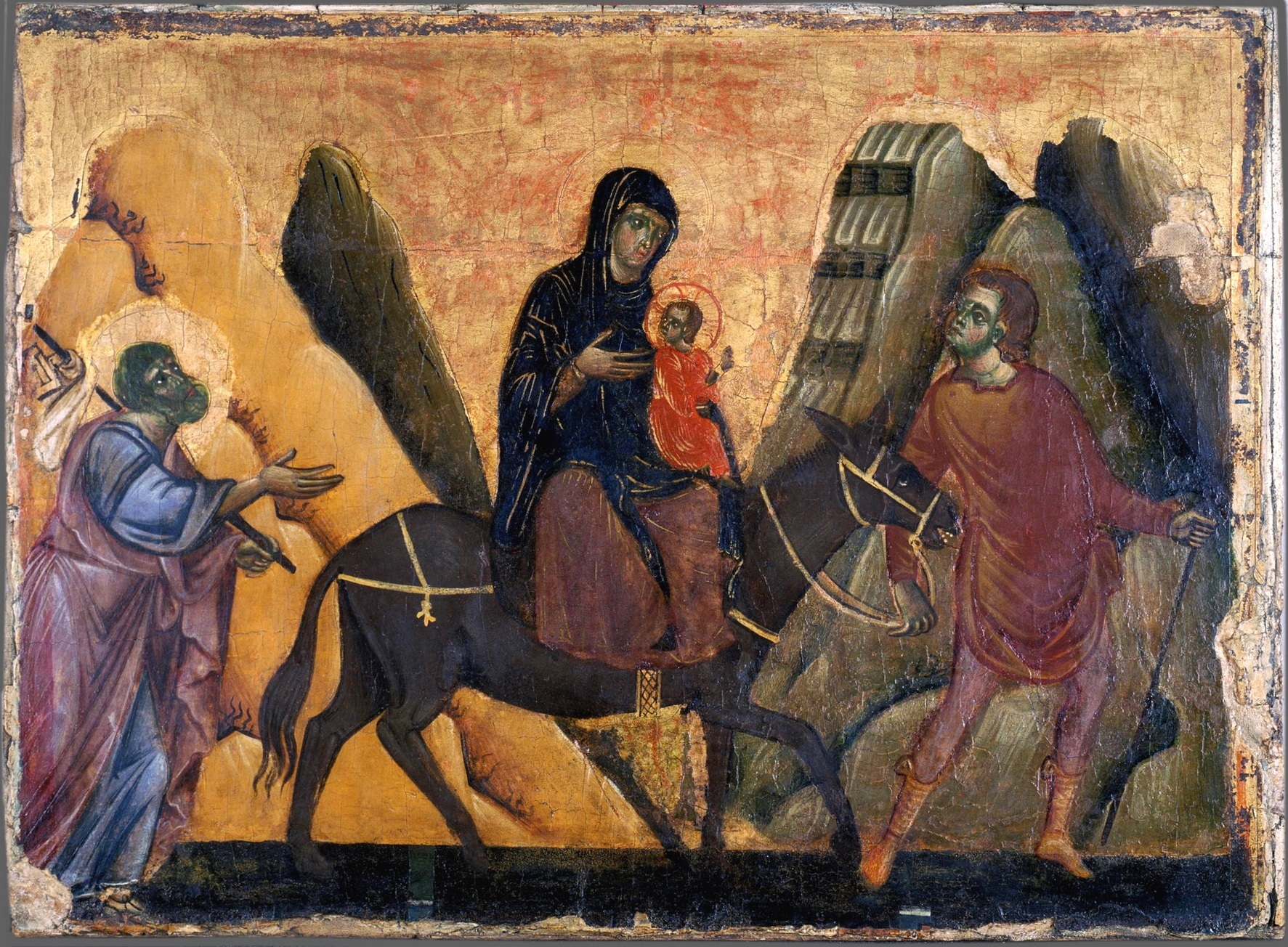
Huida a Egipto Museo Lindenau, Altenburg.

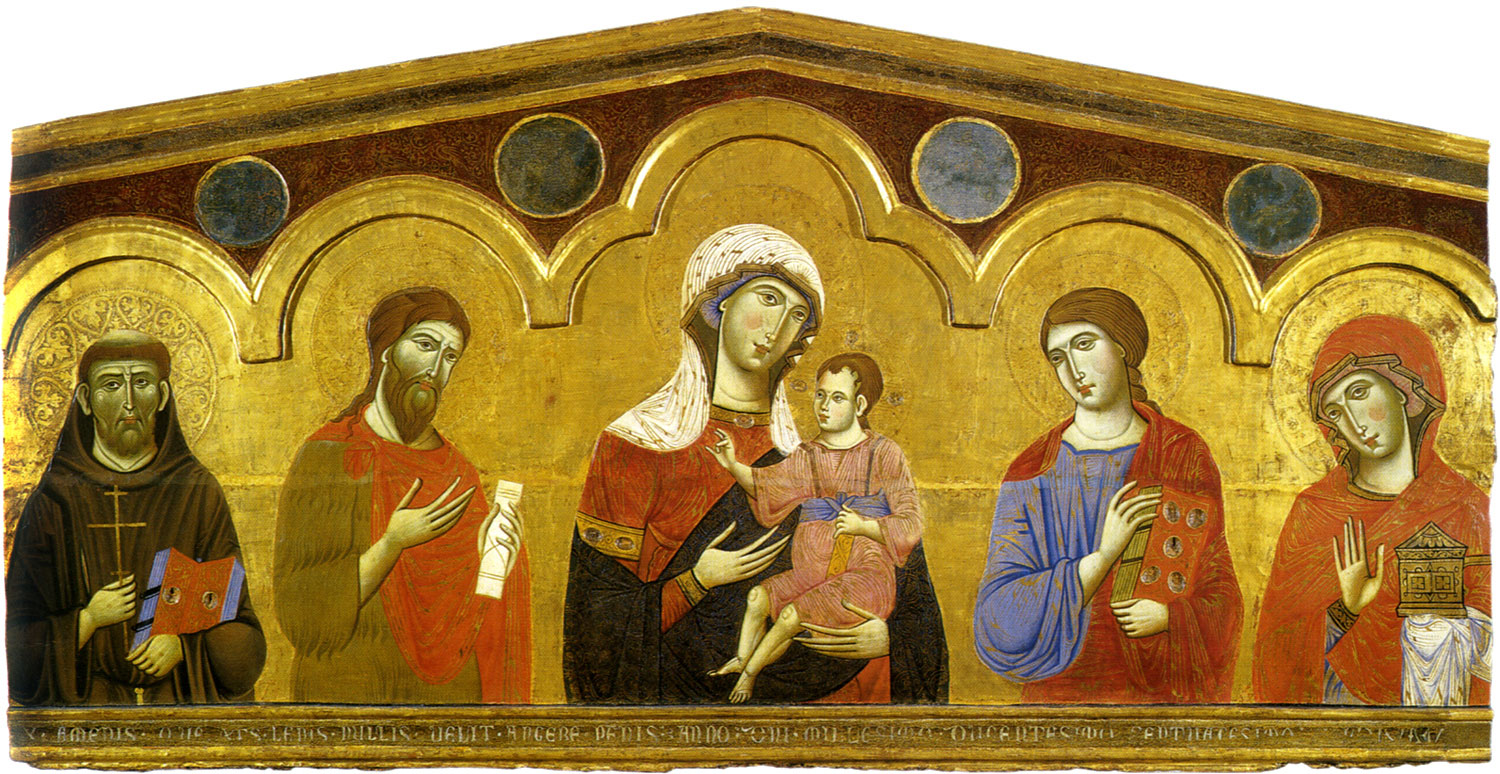
Virgen y Niño entre los santos Francisco, Juan Bautista, Juan Evangelista y María Magdalena Pinacoteca Nacional, Siena.

## Obras atribuidas
- Museo Lindenau, Altenburg:
  - La Adoración de los Reyes Magos (alrededor de 1270-1280)
  - La huida a Egipto (alrededor de 1270 – 1280).
  - La Flagelación de Cristo (alrededor de 1270 – 1280).
- Museo Archeologico e d'Arte della Maremma, Grosseto:
  - Juicio final (sobre 1280).
- Instituto de Arte Courtauld, Londres:
  - La coronación de María (alrededor de 1270 – 1280).
- Galería de Arte de la Universidad de Yale, New Haven:
  - La crucifixión de Cristo
- Museo del Louvre:
  - El nacimiento de Cristo (alrededor de 1270 – 1280).
  - La presentación de Cristo en el templo (alrededor de 1270 – 1280)
- Galería de la Universidad de Princeton:
  - La Anunciación (alrededor de 1270 – 1280)
- Pinacoteca Cívica, San Gimignano:
  - María con el Niño (alrededor de 1270 – 1280)
- Palacio Pubblico, Siena:
  - Virgen y el Niño entronizada con seis ángeles encima (1270)
- Pinacoteca Nacional, Siena:
  - María con el Niño (alrededor de 1262)
  - Virgen y Niño entre los santos Francisco, Juan Bautista, Juan Evangelista y María Magdalena (alrededor de 1270 a 1280, atribuido).
  - La matanza de los inocentes (alrededor de 1270 – 1280)
  - La detención de Cristo (alrededor de 1270 – 1280)
  - La crucifixión de Cristo (alrededor de 1270 – 1280)
  - La Cruz de Cristo (alrededor de 1270 – 1280).
  - El entierro de Cristo (alrededor de 1270 – 1280)
  - Retablo de Pedro (alrededor de 1280 – 1290)
  - Santa Clara rechazando un ataque de los sarracenos
- Museo Arzobispal, Utrecht:
  - La crucifixión de Cristo (alrededor de 1270 – 1280)